# Sovrane regnanti
Segue un elenco delle sovrane regnanti (imperatrici, regine, principesse, granduchesse, etc.) conosciute.

## Africa

### Algeria

#### Ahaggar
- Tin Hinan (IV secolo)

#### Aurès
- Kahina (c.690-703)

#### Touggourt
- Aisha (c.1833)

### Angola

#### Jaga
- Mussasa
- Tembandumba

#### Matamba
- Mwongo Matamba (?–1631)

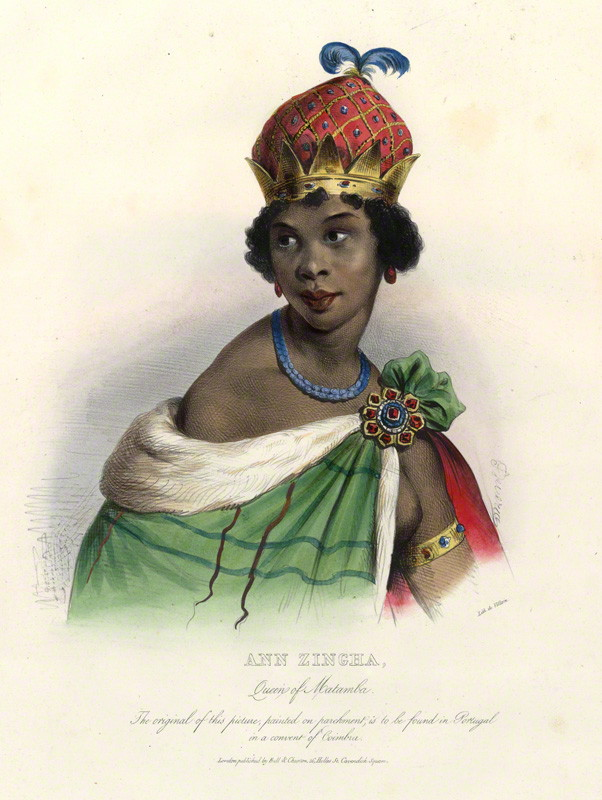
Nzinga, regina guerriera di Ndongo e Matamba

- Ana I de Sousa Nzinga Mbande (1631–1663)
- Barbara (1663–1666)
- Verónica I Guterres Kandala Kingwanga (1681–1721)
- Ana II (1741–1756)
- Verónica II (1756–1758)
- Ana III (1758–?)

#### Ndongo
- Ana de Sousa Nzinga Mbande (1624–1626 e 1657–1663)
- Mukambu Mbandi (1663–1671)

### Benin

#### Igodomigodo
- Emose
- Orrorro

### Camerun

#### Bamum
- Ngoungoure, Mfon (1865) - unica donna a regnare; il suo regno durò 30 minuti circa

### Antico Egitto

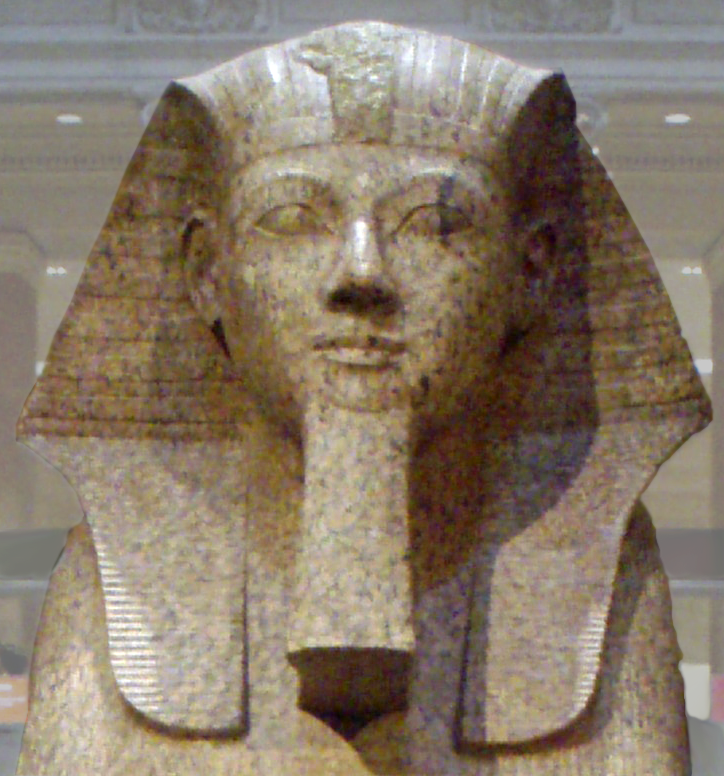
Hatshepsut

- Merneith della I dinastia egizia - regina egizia che ricoprì il ruolo di consorte regnante.
- Khentkaus della IV dinastia egizia - regina egizia che ricoprì il ruolo di consorte e reggente o, forse, regnante; tale possibilità si basa sulle dubbie interpretazioni di diversi titoli attribuitile
- Nitocris della VI dinastia egizia - non sono stati ritrovati monumenti recanti il suo nome; la storicità di Nitocris è oggi messa fortemente in dubbio
- Nefrusobek della XII dinastia egizia (c.1790-1785 a.C.) - Nefrusobek è il primo faraone-donna la cui esistenza è inoppugnabile (si pensa che già precedentemente avessero regnato faraoni-donna, cinque o forse sette, ma la documentazione al riguardo è confusa o insufficiente)
- Hatshepsut della XVIII dinastia egizia (c.1479 - c.1458 a.C.)
- Ankhtkheperura della XVIII dinastia egizia (c.1333 a.C.) - forse Nefertiti o Merytaton o Neferneferuaton Tasherit. Si è anche supposto che le tre donne abbiano tutte co-regnato con Akhenaton o regnato sole dopo la sua morte[1][2][3]
- Tausert della XIX dinastia egizia (c.1193-1185)

#### Dinastia tolemaica

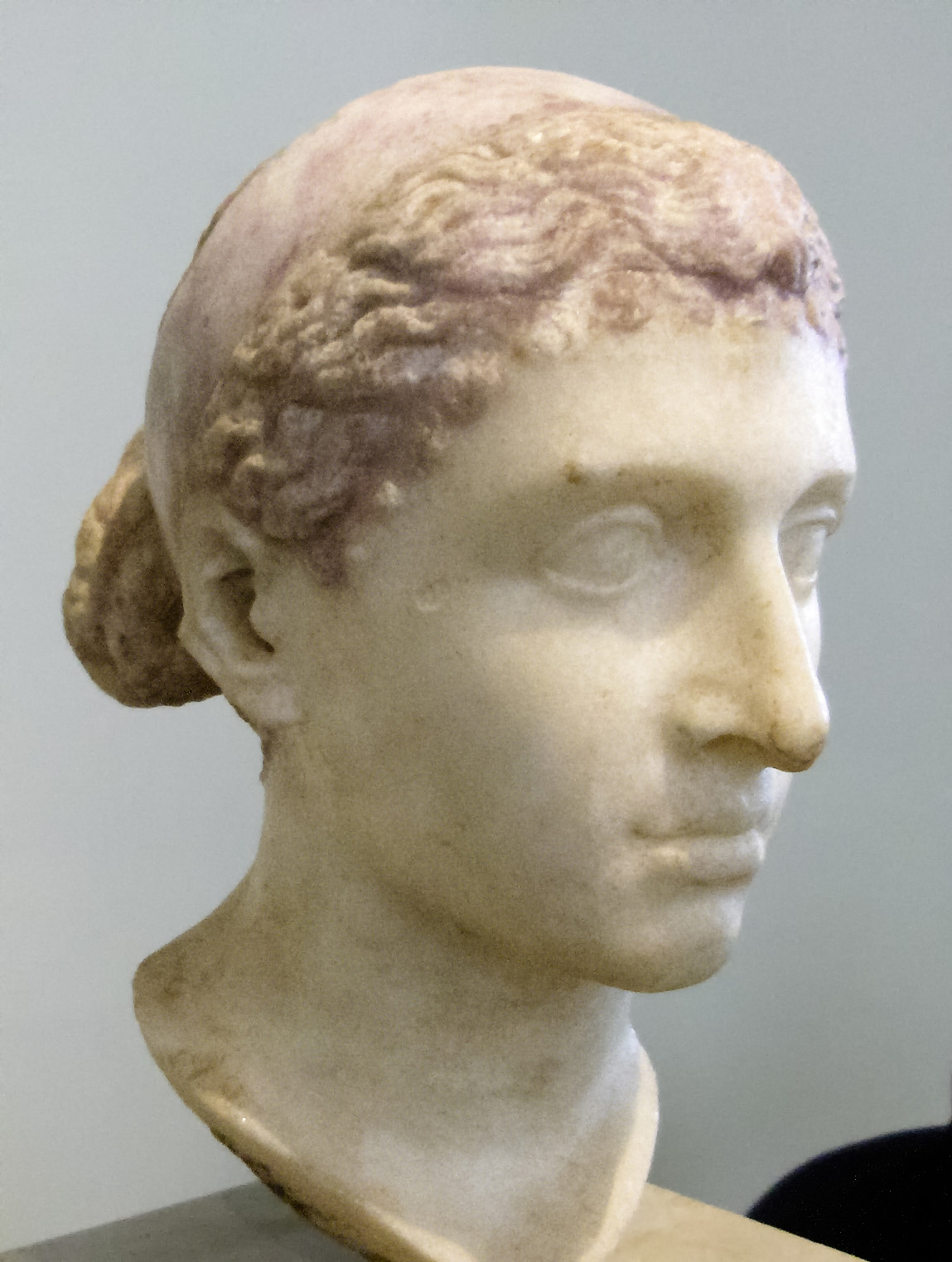
Cleopatra VII

Sposando la propria sorella Arsinoe II, Tolomeo II inaugurò la pratica delle nozze tra fratello e sorella. Tolomeo ed Arsinoe divennero in questo modo co-regnanti ed assunsero l'epiteto di Philadelphoi ("fratelli-amanti"). In virtù di questo costume, molti re tolemaici regnarono insieme alle loro mogli, membri a loro volta della casa reale.
Le regine tolemaiche a regnare quali unici monarchi furono Berenice III e Berenice IV. Cleopatra VI fu co-regnante con un'altra donna, Berenice IV. Cleopatra VII regnò ufficialmente con i suoi due fratelli ed il figlio come successivi coreggenti, ma fu de facto unica sovrana
- Arsinoe II
- Arsinoe III
- Cleopatra I
- Cleopatra II
- Cleopatra III
- Cleopatra IV
- Berenice III
- Cleopatra V
- Cleopatra VI
- Berenice IV
- Cleopatra VII (c.51 - c.30 a.C.)
- Arsinoe IV

### Etiopia

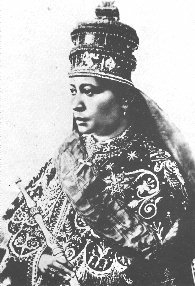
Zauditù, imperatrice d'Etiopia

- Machedà (c.1005 – c.950 a.C.)
- Zauditù (1916-1930)

#### Gera
- Genne Fa (c.1880)

#### Semien
- Gudit (c.960-c.1000)

### Ghana

#### Regno Akan di Akyem Abuakwa
- Nana Afia Dokuaa, Okyenhene (1817-1835)

#### Regno Akan di Denkyira
- Amoako Atta Yiadom, Denkyirahene (1770-1793)

#### Regno Akan di Dwaben
- Ama Serwah, Dwabenhene (1838-1846)
- Dwabenhene sconosciuta (1846-18??)
- Nana Juaben Serwah II, Dwabenhene (1959-19??)

### Libia

#### Cirene
- Cleopatra VIII Selene II (34-30 a.C.) - nel 75 a.C. Cirene divenne parte di una provincia romana, ma fu restaurata come regno autonomo per i Tolomei da Marco Antonio, nel 37 a.C. Nel 34 a.C. Cleopatra Selene II (figlia di Cleopatra VII e Marco Antonio), fu creata Regina di Cirene, ma la città tornò ad essere un possedimento romano nel 30 a.C., in seguito alla conquista dell'Egitto da parte di Augusto

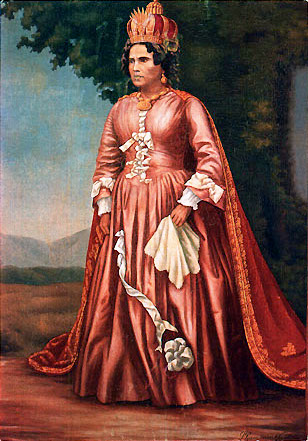
Ranavalona I del Madagascar

### Madagascar
- Rangita (1520–1530)
- Rafohy (1530–1540)
- Ranavalona I (1828–1861)
- Rasoherina (1863–1868)
- Ranavalona II (1868–1883)
- Ranavalona III (1883–1897)

### Mohéli (Comore)
- Djombe Fatima (1836-1878)
- Salima Machamba (1878-1909)

### Nubia
Kandake era il titolo riservato alle regine madri, regine consorti e regine regnanti, nel regno di Nubia (o regno di Kush)

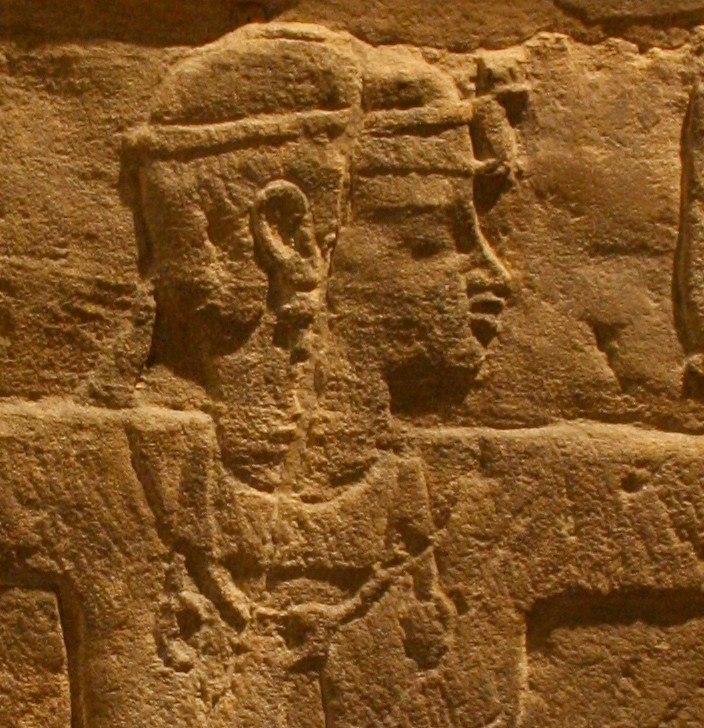
Amanitore

- Kadimalo (raffigurata a Semna)
- Makeda (c.1005–c.950 a.C.)
- Pelekh (c.345–332 a.C.)
- Alakhebasken (c.295 a.C.)
- Bartare (c.260-250 a.C.)
- Shanakdakhete (c.177–155 a.C.)
- Amanirena (c.40–10 a.C.)
- Manaishakhete (c. 10 a.C.–1 d.C.)
- Naldamak
- Amanitore (1–20)
- Amanitere (22–41)
- Kandake sconosciuta
- Amanikhatashan (62–85)
- Maleqorobar (266–283)
- Lakhideamani (306–314)
- Patrapeamani (?)
- Amanipilade (?)

### Sierra Leone

#### Koya
- Fatima Brima Kama, Alikali, Bai (1826 - 1840)

### Sudafrica

#### Balobedu

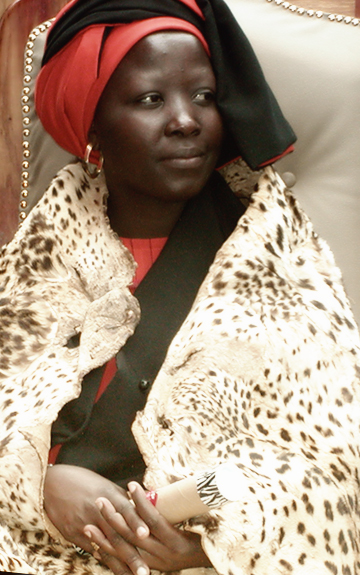
Makobo Modjadji VI

I Balobedu hanno un sistema di eredità matrilineare. Secondo le loro tradizioni, le regine hanno un legame con le divinità, le quali concedono loro il potere di far cadere la pioggia, da cui il nome "Regine della pioggia" o Modjadji. L'ultima regina della pioggia, Makobo Modjadji, è deceduta il 12 giugno 2005 all'età di 27 anni, lasciando irrisolto il problema della successione
- Maselekwane Modjadji I (1800–1854)
- Masalanabo Modjadji II (1854–1894)
- Khetoane Modjadji III (1895–1959)
- Makoma Modjadji IV (1959–1980)
- Mokope Modjadji V (1981–2001)
- Makobo Modjadji VI (2003–2005)

#### BaTlokwa
- Mantatisi (?-1836)

## America

### America Settentrionale

#### Crow
- Pine Leaf (inizio XIX secolo)

#### Ho-Chunk
- Hopokoekau (tra XVIII e XIX secolo)

#### Pamunkey
- Cockacoeske, Weroansqua (1656–1686) - fu il primo capo indigeno a sottoscrivere il Trattato di Middle Plantation del 1677, tra la Virginia e i Nativi americani
- Queen Betty, Weroansqua (1686–c.1708) - nipote di Cockacoeske
- Queen Anne (c.1708–1723) - Queen Anne viene citata tra il 1706 e il 1715 quale capo dei Pamunkey. Si pensa che Betty ed Anne possano essere la medesima persona

#### Sakonnet
- Awashonks (tardo XVII secolo)

#### Seneca
- Alliquippa (prima metà XVIII secolo)

#### Wayonaoake
- Regina sconosciuta (tardo XVII secolo) - menzionata come testimone della firma del Trattato di Middle Plantation

### Caraibi

#### Cuba
- Casiguaya (c.1521), Cacica Taíno, moglie del Cacique Guamá

#### Haiti
- Anacaona (fino al 1503), Cacica Taíno di Jaragua, Hispaniola
- Iguanamá, Cacica Taíno di Hispaniola; conosciuta anche come Isabella de Iguanamá

#### Porto Rico
- Doña Ines, Cacica Taíno, madre dei Caciques Agüeybaná and Agüeybaná II di Puerto Rico; battezzata da Juan Ponce de León nel 1507
- Doña María, Cacica Taíno, figlia del Cacique Bagnamanay
- Yuisa (Luisa), Cacica Taíno nella regione presso Loíza, città che le deve il nome

### Mesoamerica

#### Naranjo

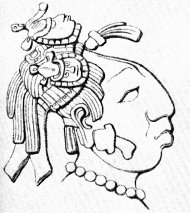
Sak K'uk'

- Wac Chanil Ahau (682–741)

#### Palenque
- Yohl Ik'nal (583–604)
- Sak K'uk', nota anche come Muwaan Mat (612–615)

#### Tepetlaoztoc
- Azcasuch

#### Tikal
- Une' B'alam (c.317)
- Signora di Tikal (511–527?)

### America Meridionale

#### Brasile
- Maria I del Portogallo (1815-1816)

## Asia

### Bhopal (stato)
- Qudsia Begum (1819-1837)
- Sikandar Begum (1860-1868)

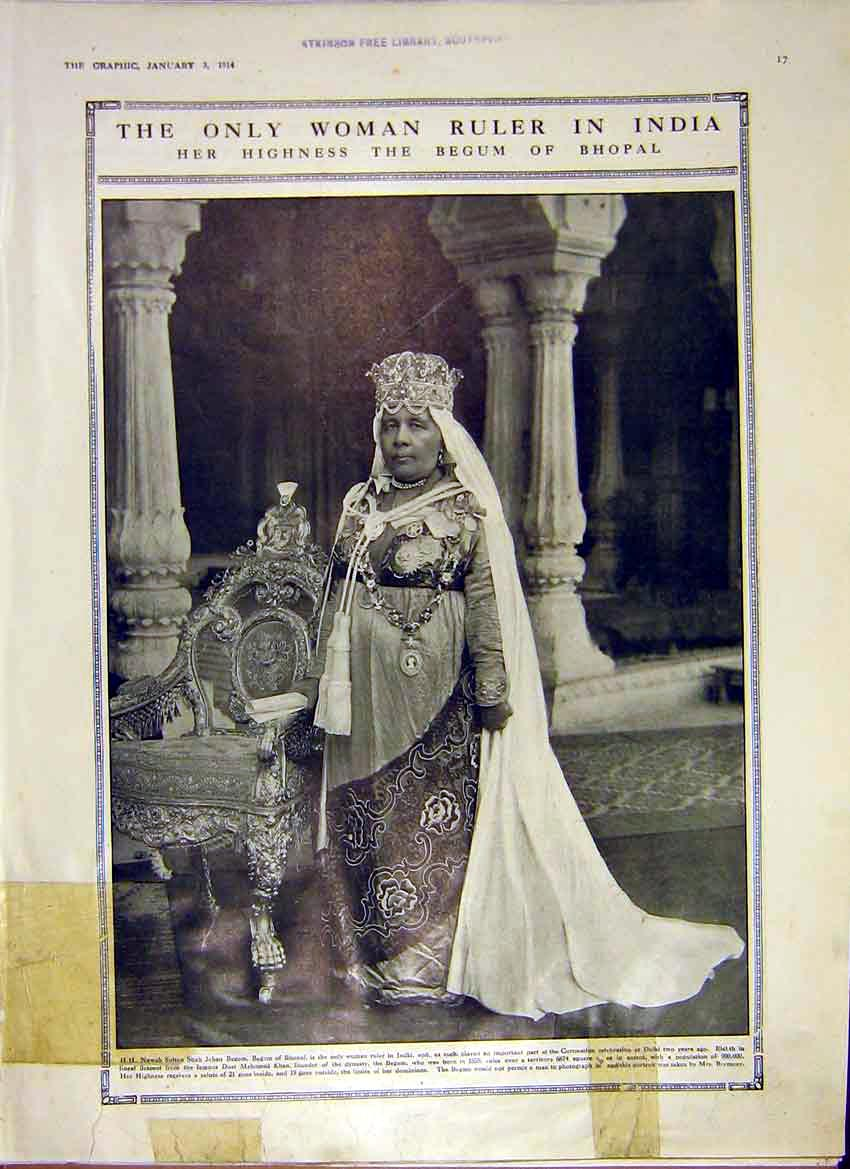
La begum
Jahan di Bhopal

- Shah Jahan di Bhopal (1844-1860 e 1868-1901)
- Sultan Jahan (1901-1926)

### Cambogia
- Ang Mey (1835-1841 e 1844-1845)

### Cipro
- Carlotta (1458-1464)
- Caterina Cornaro (1474-1489)

### Cina
- Wu Zetian (690-705)

Nonostante Wu Zetian sia l'unica indiscussa imperatrice regnante nella storia della Cina, esiste un caso documentato in cui una donna (o meglio, una bambina) ha portato il titolo di "Imperatore":
- Yuan (528) - durante il regno della dinastia Wei Settentrionale, l'imperatrice vedova Hu, a seguito della morte del proprio figlio, l'imperatore Xiaoming, dichiarò mendacemente che la figlia di quest'ultimo (il cui nome rimane tutt'oggi ignoto) era un maschio, facendo proclamare la bambina nuovo "imperatore". L'imperatrice tuttavia rivelò quasi immediatamente l'effettivo sesso della bambina e, in seguito a ciò, dichiarò Yuan Zhao, figlio del cugino di Xiaoming Yuan Baohui, nuovo imperatore. Nonostante la figlia di Xiaoming non venga di norma considerata un autentico regnante, vi è chi afferma che ella sia stata la prima "donna" della storia ad ascendere il trono imperiale[4]

### Georgia
- Tamara (1184-1213)
- Rusudan (1223-1245)

### Giappone
- Himiko di Yamatai (189-248)
- Toyo di Yamatai
- Suiko (593-628)
- Kōgyoku (642-645)

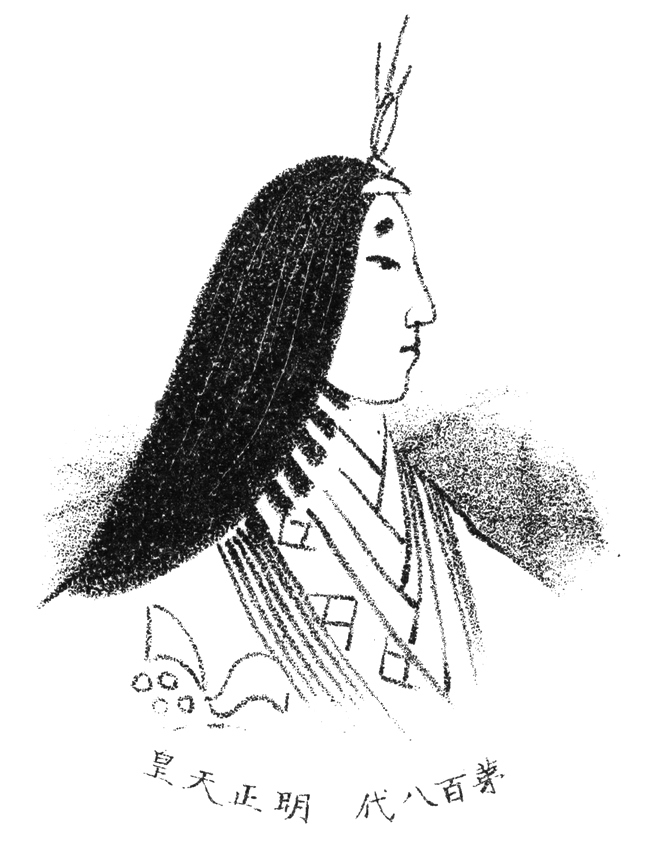
Imperatrice Meishō

- Saimei (655-661) - secondo regno di Kōgyoku sotto un altro nome
- Jitō (690-697)
- Genmei (707-715)
- Genshō (715-724)
- Kōken (749-758)
- Shōtoku (764-770) - secondo regno di Kōken sotto un altro nome
- Meishō (1629-1643)
- Go-Sakuramachi (1762-1771)

### Impero Bizantino

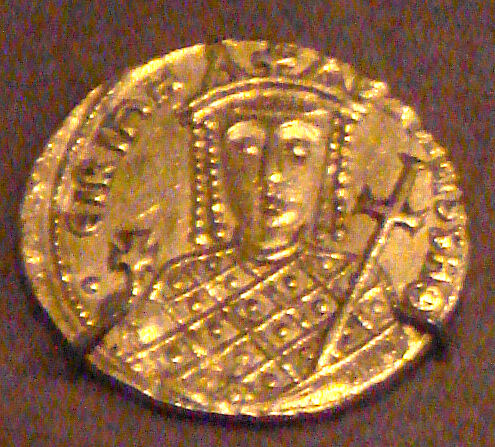
Irene di Bisanzio

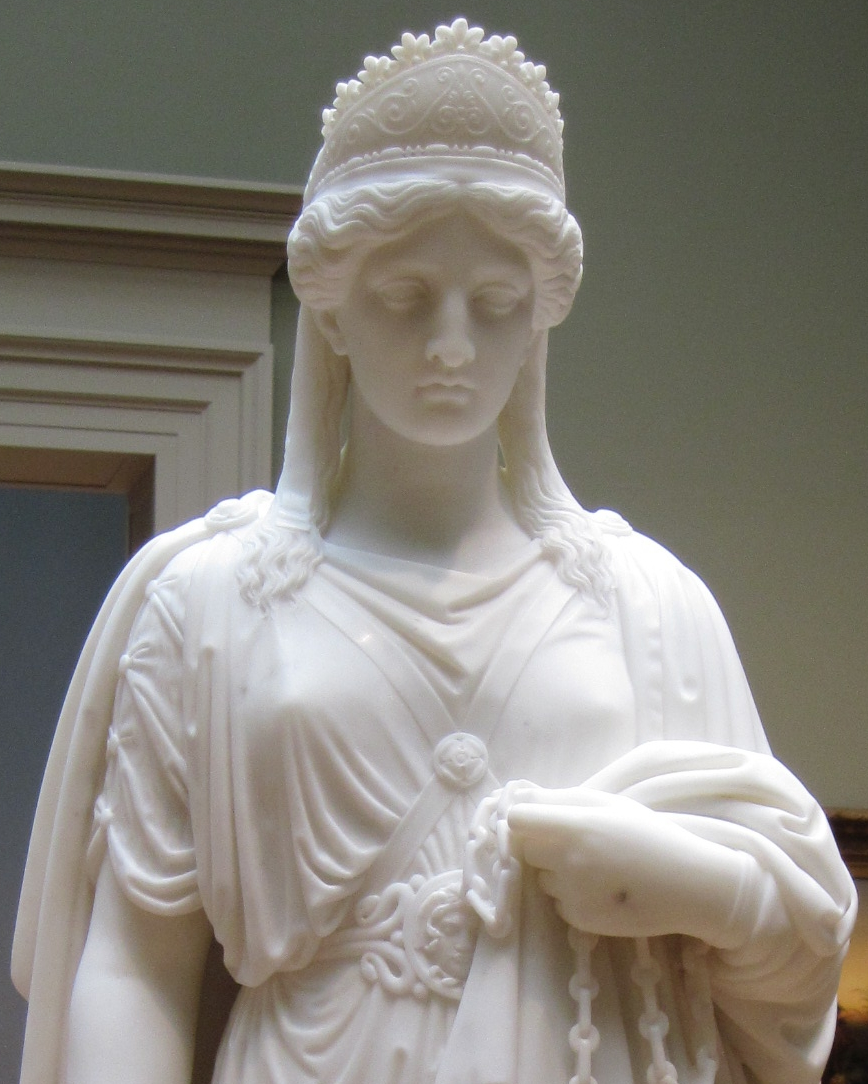
Zenobia regina di Palmira

- Irene (797-802) - portava abitualmente il titolo di basilissa (imperatrice), ma esistono tre esempi in cui utilizzò quello di basileus (imperatore)
- Zoe (1028-1041 e 1042-1050) - regnò congiuntamente con i primi due consorti, Romano III e Michele IV, tra il 1028 e il 1041; regnò poi con la sorella Teodora e il terzo marito, Costantino IX, tra il 1042 e il 1050
- Teodora (1042-1056) - regnò congiuntamente con la sorella Zoe e il terzo marito di quest'ultima dal 1042 al 1055; regnò poi come unica monarca sino alla propria morte

### Palmira
- Zenobia (267-272)

### Gerusalemme
- Melisenda (1131-1153)
- Sibilla (1186-1190)
- Isabella I (1190/92-1205)
- Maria (1205-1212)
- Isabella II (1212-1228)

### Piccola Armenia
- Zabel (1219-1252)

### Travancore
- Gowri Lakshmi Bayi (1810-1813)

## Europa

### Austria

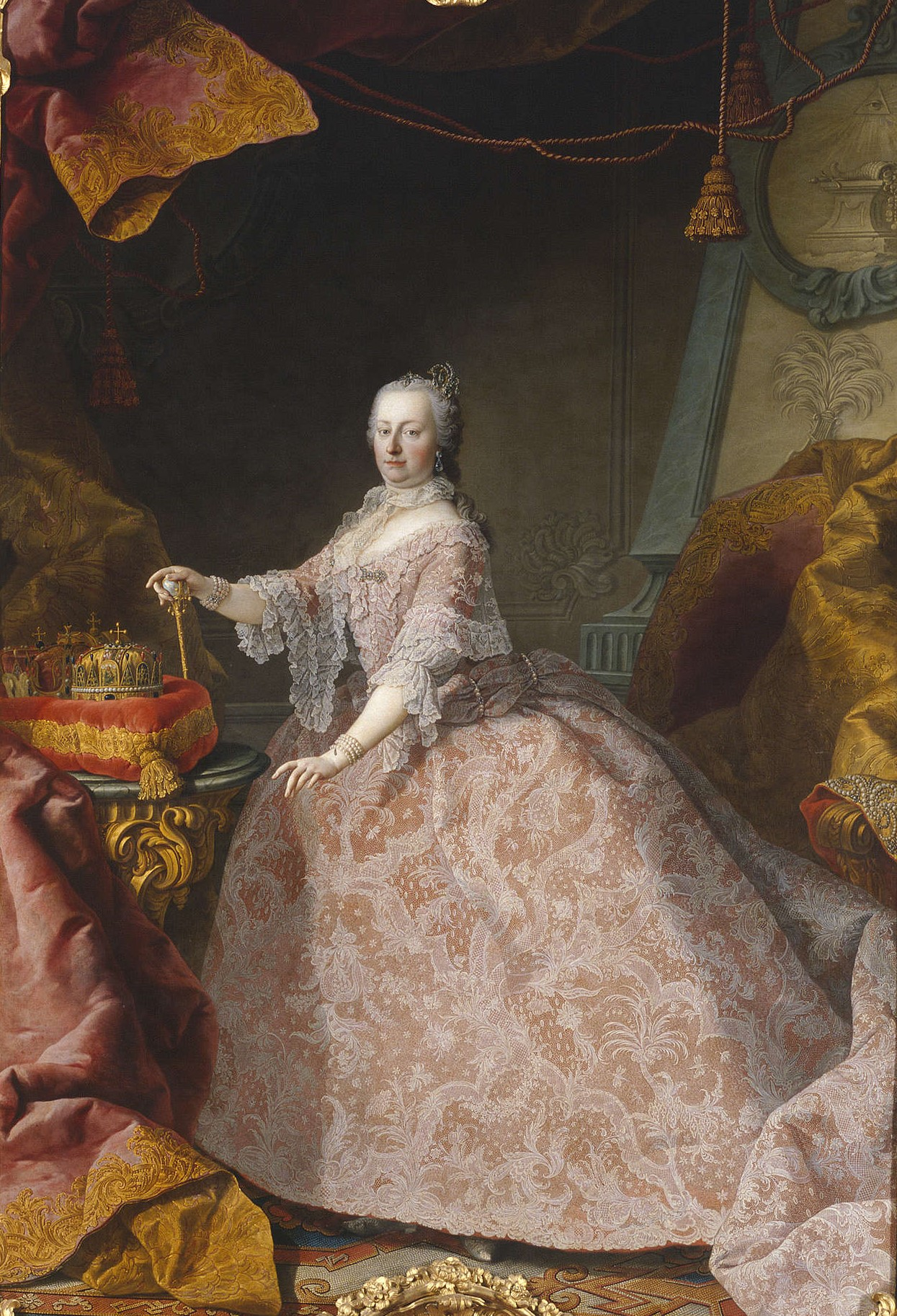
Maria Teresa d'Asburgo

- Maria Teresa (1740-1780) - unica donna a regnare sui possedimenti ereditari della Casa d'Asburgo, nonché ultimo membro della suddetta casa regnante. Fu arciduchessa regnante d'Austria, re apostolico d'Ungheria, regina regnante di Boemia, Croazia e Slavonia, duchessa regnante di Parma e Piacenza e duchessa regnante di Milano. A partire dal 1772, con la prima spartizione della Polonia, ai domini ereditari di casa d'Austria si aggiunse il regno di Galizia e Lodomeria con il conseguente titolo regale. Maria Teresa fu inoltre granduchessa consorte di Toscana e imperatrice consorte del Sacro Romano Impero

### Boemia
- Libuše (VIII secolo) - leggendaria fondatrice della dinastia Přemyslide; più sovente citata come duchessa o principessa del Popolo Ceco. Secondo la leggenda, fu scelta a succedergli dal padre, il mitico condottiero ceco Krok
- Maria Teresa (1740-1780)

### Bosnia
- Jelena Gruba (1395–1398) - eletta regina alla morte del marito, il re Stefano Dabiša

### Bulgaria

#### Regno degli Odrisi
- Antonia Trifena (18-38) - ebbe come co-regnante il figlio Remetalce II

### Croazia
- Elena I (946-969) - governò come co-regnante del marito Cressimiro II. Il loro regno viene ricordato come un periodo caratterizzato da pace, ordine e crescita economica
- Elena II (1076–1089 e 1090–1091) - governò dapprima come co-regnante del marito Demetrius Zvonimir, poi come unica regina
- Maria I (1382–1385 e 1386–1395)
- Maria II Teresa (1740-1780)

### Danimarca

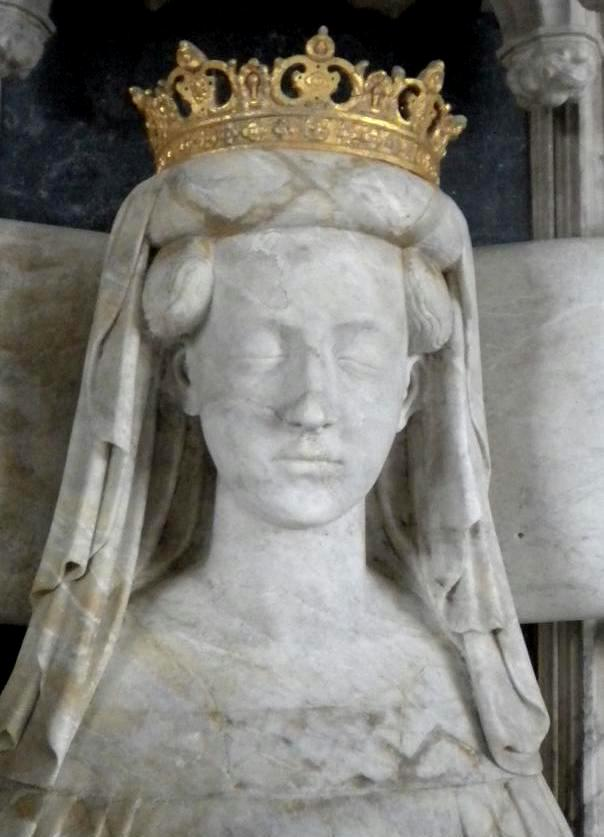
Margherita I di Danimarca

- Margareta Fredkulla (de facto 1105-1130) - figlia del re Ingold I di Svezia, nel 1105 sposò re Niels di Danimarca. Questi, descritto come un monarca passivo e privo delle capacità atte a regnare, lasciò gli affari di stato nelle mani della moglie. Con la benedizione del marito, Margareta divenne de facto regina regnante di Danimarca. Le monete danesi battute in quel periodo portano l'iscrizione Margareta-Nicalas ("Margherita-Niels")[5]
- Margherita I (1387–1412) - fu fondatrice dell'Unione di Kalmar, unendo così i regni Scandinavi per più di un secolo. È nota in Danimarca come Margrethe I, per distinguerla dalla Madre dell’attuale Re di Danimarca. Essendo all'epoca in cui visse inusuale che fosse una donna a governare una nazione ed indicando comunemente il titolo di regina una sovrana consorte, Margherita fu eletta come "Onnipotente Signora e Reggente del Regno di Danimarca". Margherita stessa si definì "Regina" in un'unica occasione, nel 1375, facendosi chiamare piuttosto "Margherita, per grazia di Dio, figlia di Valdemaro, Re di Danimarca" e "Legittima erede del Regno di Danimarca". Papa Bonifacio IX si rivolse a lei come "nostra beneamata figlia in Cristo, Margherita, eccellentissima regina di Danimarca, Svezia e Norvegia"
- Margherita II (1972–2024)

### Grecia

#### Epiro
- Maria Angelina Ducena Paleologa (1384-1385)

##### Dinastia Eacide
- Deidamia II (c.233 a.C.)

### Irlanda
- Jane Grey (1553)
- Maria I d'Inghilterra e Irlanda (1553-1558)
- Elisabetta I d'Inghilterra e Irlanda (1558-1603)
- Maria II d'Inghilterra, Scozia e Irlanda (1689-1694) - regnò congiuntamente con il cugino e marito Guglielmo III d'Orange
- Anna di Gran Bretagna (1702-1714)
- Vittoria del Regno Unito (1837-1901)

#### Umaill
- Grace O'Malley (c.1530-c.1603) - nota anche come Gráinne Ní Mháille, Granuaile o La regina del Mare di Connemara; fu regina di Umaill, capo del Clan degli O’Malley e una piratessa e rivoluzionaria nell'Irlanda del XVI secolo

### Impero romano
- Giulia Mamea (226-235), co-regnante assieme al figlio Alessandro Severo

### Islanda
- Margherita (1388-1412)

### Italia

#### Napoli
- Giovanna I (1343-1382)
- Giovanna II (1414-1435)
- Giovanna III (1516-1555)

#### Sardegna
Giudice, nel significato di sovrano, è la definizione utilizzata in lingua italiana per tradurre dal volgare sardo la parola judike. Nei documenti ufficiali delle cancellerie dei quattro regni sardi (giudicati di Arborea, Cagliari, Gallura e Torres) tale parola veniva utilizzata per indicare la persona del re. Sempre con lo stesso significato tale parola veniva espressa anche in altre forme quali: iudike, judiche o iudice o ancora nella forma femminile juyghissa (vedi la Carta de Logu promulgata da Eleonora d'Arborea), ma anche rege (dal latino rex, regis, "re")
- Elena di Gallura (1203-1218)
- Benedetta di Cagliari (1214-1232)
- Adelasia di Torres e Gallura (1236-1259, nel giudicato di Torres, e 1238, nel giudicato di Gallura)
- Giovanna di Gallura (de jure 1296-1308)
- Eleonora d'Arborea (1383-1403)

#### Sicilia
- Costanza I (1194-1198) - fino al 1197 ebbe come co-regnante il marito Enrico di Hohenstaufen
- Costanza II (1282-1285) - ebbe come co-regnante il marito Pietro III d'Aragona
- Maria (1377-1401) - dal 1392 ebbe come co-regnante il marito Martino I il Giovane
- Giovanna (1516-1555)

### Marcomanni
- Fritigil (metà del IV secolo)

### Monaco
- Claudina Grimaldi (1457-1458)
- Luisa Ippolita Grimaldi (1731)

### Norvegia

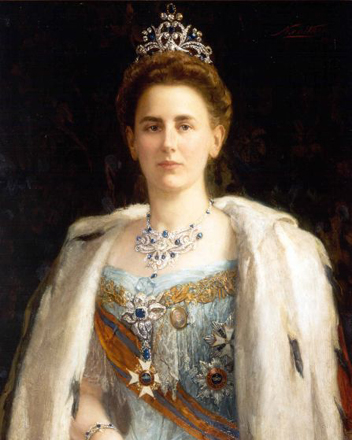
Guglielmina dei Paesi Bassi

- Margherita (1388–1412)

#### Agder
- Åsa Haraldsdottir (815-834/38)

### Paesi Bassi
- Guglielmina (23 novembre 1890 - 4 settembre 1948)
- Giuliana (4 settembre 1948 - 30 aprile 1980)
- Beatrice (30 aprile 1980 - 30 aprile 2013)

### Polonia
- Wanda (VIII secolo) - leggendaria fondatrice di Cracovia, figlia del principe Krakus, alla cui morte sarebbe divenuta Regina dei Polacchi (Lechiti)
- Edvige (1384–1399) - ufficialmente il suo titolo era re anziché regina, per indicare che regnava per suo diritto e non in quanto consorte; dal 1386 ebbe come co-regnante il marito Ladislao II Jagellone
- Anna (1575–1586) - ufficialmente il suo titolo era re anziché regina, per indicare che regnava per suo diritto e non in quanto consorte; ebbe come co-regnante il marito Stefano Báthory

### Portogallo
- Teresa (1112–1128) - nel riconoscere la sua vittoria nell'assedio di Coimbra, papa Pasquale II si rivolse a lei come Regina. Alla luce di questo riconoscimento, Teresa venne definita nei documenti "Figlia di Alfonso ed eletta da Dio" e fu chiamata esplicitamente regina in un documento del 1117[8]. Ciò fa sì che venga considerata da alcuni come primo monarca del Portogallo
- Beatrice (de jure 1383-1385) - la legittimità di Beatrice quale monarca del Portogallo è a tutt'oggi dibattuta, essendovi alcune correnti storiografiche che non la annoverano tra i regnanti portoghesi ed altre che collocano invece il suo regno tra il 22 ottobre e il dicembre del 1383[9]
- Maria I (1777–1816)
- Maria II (1826–1828 e 1834–1853)

### Regno Unito, Gran Bretagna, Inghilterra, Scozia, Britannia ed Eptarchia

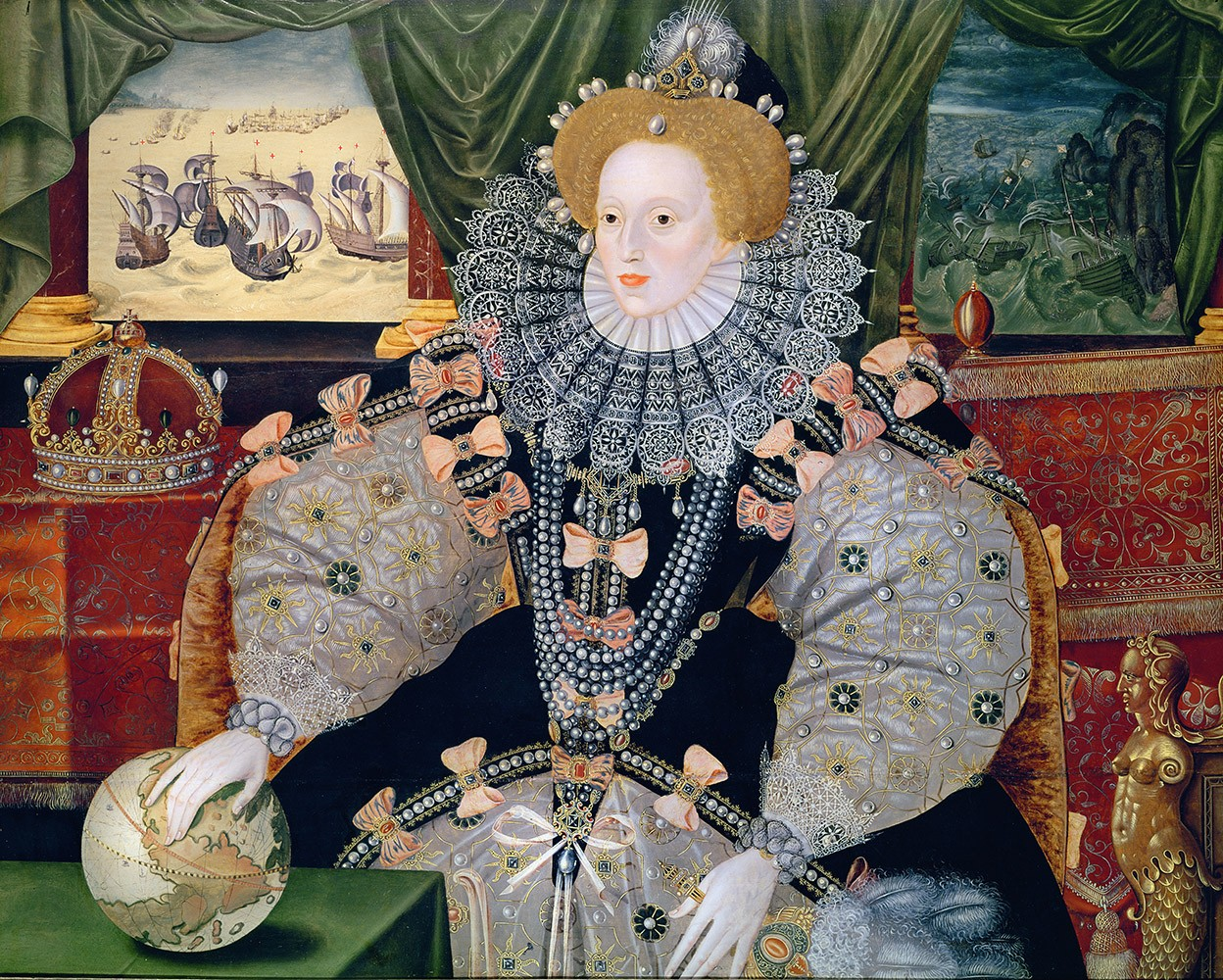
Elisabetta I d'Inghilterra e Irlanda

- Cartimandua (c.43-69) - fu regina dei Briganti (tribù celtica stanziata nell'attuale Inghilterra Settentrionale) durante la dominazione romana sull'isola. Secondo Tacito, Cartimandua esercitò una forte influenza nella Britannia romana, strinse un'alleanza con i romani e godette della protezione delle loro legioni
- Budicca (c.60-61) - fu regina degli Iceni (tribù celtica stanziata nell'odierna zona di Norfolk). Capitanò una ribellione contro le forze occupanti dell'Impero romano
- Seaxburh del Wessex (c.672-674) - fu co-regnante col marito Cenwalh e, secondo alcune fonti, continuò a regnare sul Wessex per un anno dopo la morte di Cenwalh
- Ethelfleda di Mercia (911–918) - figlia maggiore di Alfredo il Grande del Wessex, moglie di Aethelred II, ealdorman di Mercia e, dopo la morte di quest'ultimo, unica sovrana del regno di Mercia. Ancora vivo il marito, Ethelfleda stipulò accordi e firmò trattati, cosa che ha portato a pensare che fosse lei a detenere il potere effettivo nel regno. La Cronaca anglosassone la cita col titolo di Signora dei Merciani (Myrcna hlæfdige)
- Aelfwynn di Mercia (918-919) - figlia di Ethelfleda ed Aethelred, titolata anch'ella Signora dei Merciani. Fu deposta dallo zio materno Edoardo il Vecchio che poté così annettere la Mercia al Wessex, creando il regno d'Inghilterra
- Matilde d'Inghilterra (1141) - fu la prima regnante donna dell'Inghilterra, portando il titolo di Signora degli Inglesi (aveva pianificato di assumere il titolo di regina dopo la propria incoronazione, ma essa non ebbe mai luogo). Matilde era stata nominata erede dal padre, Enrico I, e riconosciuta come tale dai baroni; tuttavia, dopo la morte di Enrico nel 1135, il trono che legittimamente le spettava fu usurpato dal cugino e rivale Stefano di Blois. A ciò seguì il periodo detto "dell'Anarchia", durante il quale Matilde riuscì a governare dall'aprile al novembre del 1141, senza tuttavia poter consolidare la propria posizione legalmente e politicamente
- Margherita di Scozia (1286-1290) - nota anche come Vergine o Pulzella di Norvegia. Figlia di re Eirik II di Norvegia e di Margherita di Scozia, fu nominata "Signora ed erede legittima" del regno di Scozia dal nonno, Alessandro III. Margherita si spense durante il viaggio che doveva condurla al suo nuovo regno, al largo delle isole Orcadi; la sua morte, e la conseguente comparsa di un totale di 14 pretendenti alla successione, segnò l'inizio delle Guerre di indipendenza scozzesi. Siccome Margherita non fu mai incoronata né mise mai piede su suolo scozzese, qualche lista dei sovrani di Scozia non la annovera, considerando il suo periodo di regno un interregno
- Maria I di Scozia (1542-1567)
- Jane Grey (1553) - il cugino Edoardo VI d'Inghilterra e Irlanda la designò come sua erede, escludendo dalla successione le sorellastre Maria ed Elisabetta e dichiarandole eredi illegittime; la legalità di tale decisione era tuttavia dubbia e contestata, in quanto non era stata approvata dal Parlamento. Secondo il testamento di re Enrico VIII (padre di Maria, Elisabetta ed Edoardo) l'erede di Edoardo VI doveva essere la sorellastra maggiore Maria che, godendo del consenso popolare, a seguito di una rivolta fu dichiarata legittima sovrana d'Inghilterra e Irlanda. Jane fu deposta dopo soli nove giorni di regno (10-19 luglio); da ciò le deriva il soprannome la Regina dei Nove Giorni
- Maria I d'Inghilterra e Irlanda (1553-1558)
- Elisabetta I d'Inghilterra e Irlanda (1558-1603)
- Maria II d'Inghilterra, Scozia e Irlanda (1689-1694) - regnò congiuntamente con il cugino e marito Guglielmo III d'Orange
- Anna di Gran Bretagna (1702-1714)
- Vittoria del Regno Unito (1837-1901) - oltre ad essere regina del Regno Unito di Gran Bretagna e Irlanda, fu la prima monarca a fregiarsi del titolo di Imperatrice d'India
- Elisabetta II del Regno Unito (1952-2022)

Caterina II di Russia

### Russia
- Irina (1598 ?) - alla morte del marito Fëdor I Ivanovič il 7 gennaio 1598, è possibile che Irina gli sia succeduta come zarina regnante, non avendo Fëdor discendenti diretti ed essendosi estinta la linea maschile dei Rurikidi. In seguito Irina si ritirò (alcuni storici la definiscono un'abdicazione)[10] nel Convento di Novodevičij, dove prese i voti con il nome di Aleksandra. Fu proprio in quel convento che Boris Godunov, fratello di Irina, ricevette la notizia della sua designazione come zar da parte del patriarca Giobbe di Mosca e dello zemskij sobor
- Caterina I (1725–1727)
- Anna (1730–1740)
- Elisabetta (1741–1762)
- Caterina II la Grande (1762–1796)

#### Khanato di Qasim
- Fatima Soltan (1679-1681)

### Spagna

#### Navarra
- Toda Aznárez (c.950-c.970) - fu regina consorte di Pamplona dal 905 al 925, quale moglie di re Sancho I Garcés, e reggente del regno per il figlio García I Sánchez dal 931 al 934. In tarda età governò un sottoregno creato per lei
- Giovanna I (1274-1305)
- Giovanna II (1328-1349)
- Bianca I (1425-1441)
- Bianca II (de jure 1461-1464)
- Eleonora (1479)
- Caterina (1483-1517)
- Giovanna III (1555-1572)

#### Spagna, Aragona, Castiglia e León

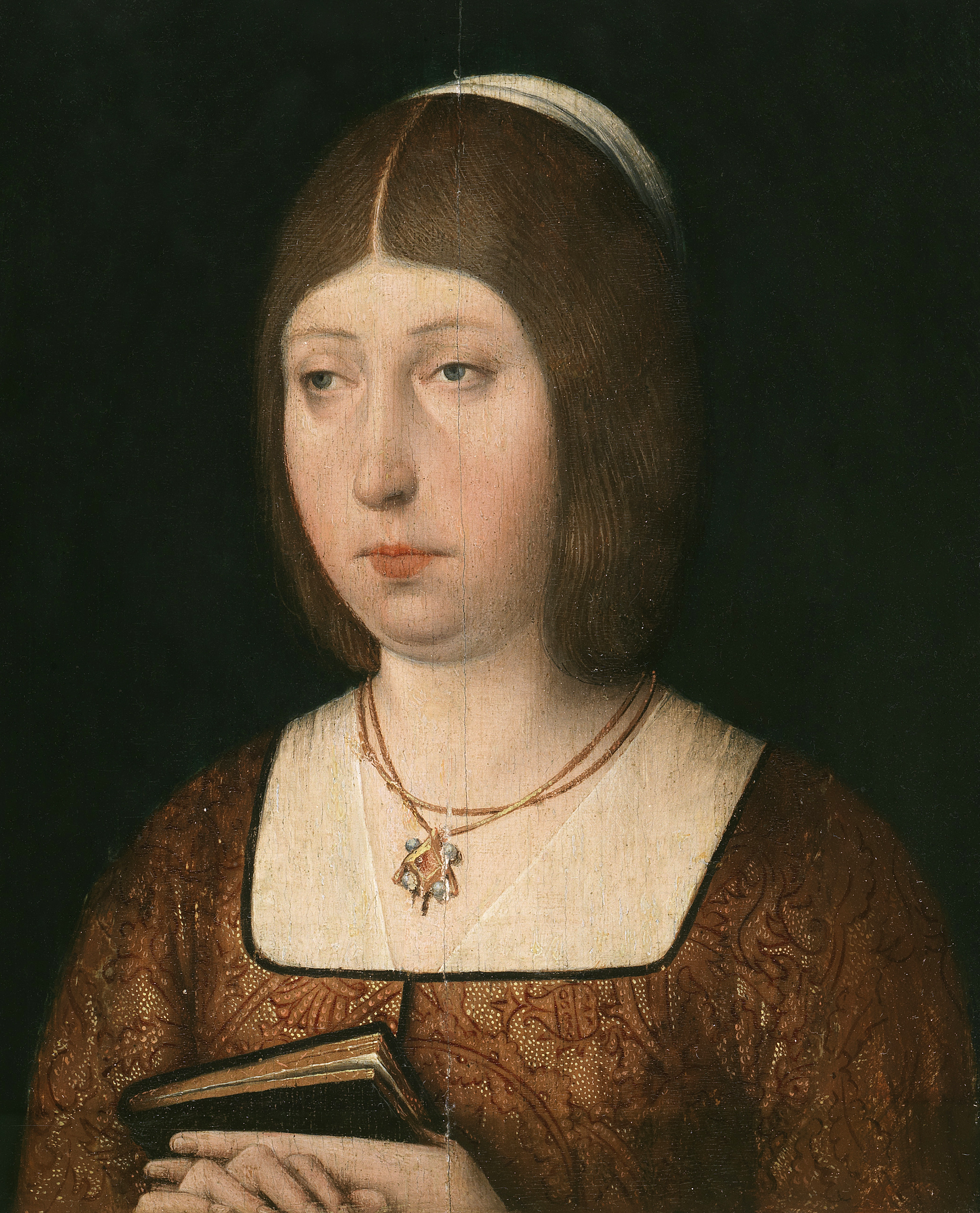
Isabella I di Castiglia

- Urraca di Castiglia e León (1109-1126) - portò anche il titolo di Imperatrice di tutte le Spagne (totius Hispaniae imperatrix).[11] Il suo uso di tale titolo fu tuttavia molto più limitato rispetto al suo predecessore e al suo successore (il titolo imperiale era probabilmente troppo fortemente legato ad un'idea di autorità tutta maschile). Urraca impiegò invece il titolo Regina di Spagna in numerose occasioni, dall'inizio del suo regno sino alla sua morte[12]
- Petronilla di Aragona (1137-1164)
- Berengaria di Castiglia la Grande (1217)
- Sancha di León (de jure 1230) - regnò congiuntamente con la sorella Dolce. Dopo la morte del fratello di Sancha, Alfonso IX nominò proprio erede il figlio cadetto, anch'egli chiamato Ferdinando, attribuendogli il titolo di Infante. Nel 1217, la madre di Ferdinando, Berengaria, ereditò il regno di Castiglia, cedendolo poco tempo dopo al figlio. Considerato che il proprio erede stava già esercitando il potere in un altro stato, Alfonso tentò di nominare le proprie figlie di primo letto sue nuove eredi congiunte. Nel Trattato di Boronal concluso con il Portogallo nel 1219, Alfonso specificò che in caso di sua morte, il Portogallo avrebbe dovuto rispettare gli accordi presi con le sue figlie.[13] Alfonso cercò di far sposare la figlia maggiore, Sancha, con Giovanni di Brienne (già re di Gerusalemme), col fine di rendere più solidi i diritti della principessa, ma Berengaria impedì il compiersi di tale manovra che avrebbe svantaggiato il proprio figlio.[14] Malgrado quest'ultimo fallimento, Alfonso dichiarò Sancha e Dolce sue eredi, ma alla sua morte il 24 September 1230, la popolazione del León, che si era dimostrata favorevole a Ferdinando, rifiutò di riconoscere le principesse come sovrane ed essere dovettero infine cedere i propri diritti sul regno al loro fratellastro
- Dolce di León (de jure 1230) - regnò congiuntamente con la sorella Sancha
- Isabella I di Castiglia la Cattolica (1474-1504)
- Giovanna di Castiglia e Aragona la Pazza (1504-1555)
- Isabella II di Spagna (1833-1868)

### Svezia
- Ingeborg (de facto 1318-1319) - nel periodo tra il 1319 e il 1326, in seguito all'accesso al trono del figlio Magnus IV, fu la prima donna a regnare ufficialmente come reggente sulla Svezia; successivamente la sua posizione eguagliò quella di una regina madre per oltre 40 anni
- Margherita (1389–1412)
- Cristina (1632-1654) - ufficialmente il suo titolo era re anziché regina, per indicare che regnava per suo diritto e non in quanto consorte
- Ulrica Eleonora la Giovane (1718-1720)

### Ucraina

#### Regno del Bosforo Cimmerio
- Dinamide (47, 44-17 e 16-14 a.C.) - ebbe come co-regnanti il primo marito Asandro (nel 47 e dal 44 al 17 a.C.) e il secondo marito Polemone (dal 16 al 14 a.C.)
- Gepaepyris (38-45) - ebbe come co-regnante il figlio Mitridate III

### Ungheria
- Maria Árpád (de jure 1290-1291) - il 10 luglio 1290 il fratello di Maria, Ladislao IV d'Ungheria, morì senza lasciare eredi. Si aprì quindi una disputa su chi dovesse succedergli: egli aveva quattro sorelle maggiori (tre delle quali ancora viventi al momento della sua morte) e tutte avevano contratto matrimoni con potenti monarchi a cui avevano dato una prole. Il 21 settembre 1290, Maria rivendicò per sé il trono d'Ungheria, in opposizione alle sorelle maggiori Elisabetta e Caterina e ai loro figli, oltre che ai discendenti della sorella minore Anna. Maria fu incoronata a Napoli nel 1291 da un legato pontificio, ma trasmise i suoi diritti al proprio figlio maggiore, Carlo Martello d'Angiò. Papa Bonifacio VIII confermò i diritti di Maria sul trono d'Ungheria il 30 agosto 1295[15]
- Maria d'Angiò (1382-1385 e 1386-1395) - ufficialmente il suo titolo era re anziché regina, per indicare che regnava per suo diritto e non in quanto consorte; dal 1387 ebbe come co-regnante il marito Sigismondo del Lussemburgo
- Maria Teresa (1740-1780) - incoronata con il titolo di re apostolico d'Ungheria

## Oceania

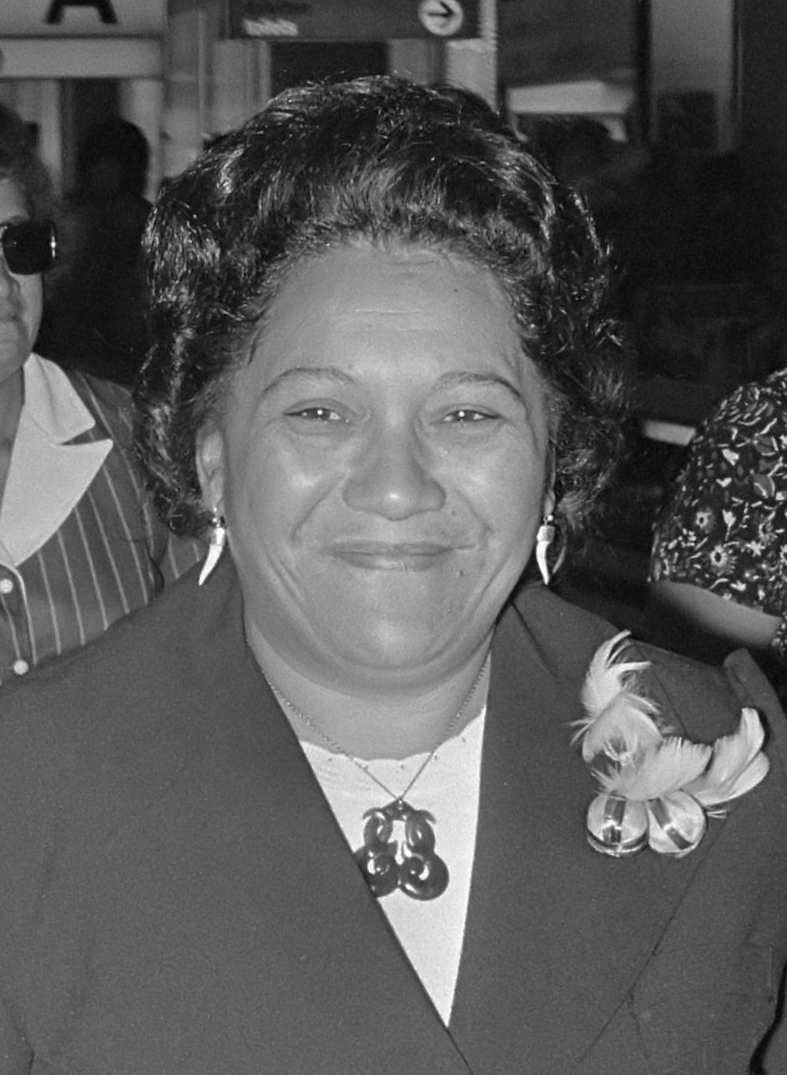
La regina dei Maori Te Ata

### Hawaii
- Liliuokalani (1891-1893)

### Maori
- Te Atairangikaahu (1966-2006)
- Nga Wai Hono i te po Paki (2024-?)

### Tahiti
- Aimata Pomare IV (1827-1877)

### Tonga
- Salote Tupou III (1918-1962)

### Uvea
- Toifale (1825)
- Falakika Seilala (1858-1869)
- Amelia di Uvea (1869-1895)
- Aloisia di Uvea (1953-1958)